# NGC 6848
NGC 6848 is een spiraalvormig sterrenstelsel in het sterrenbeeld Telescoop. Het hemelobject werd op 9 juli 1834 ontdekt door de Britse astronoom John Herschel.

## Synoniemen
- ESO 185-52
- AM 1958-561
- IRAS 19588-5613
- PGC 64023